# Paramecyna kaszabi
Paramecyna kaszabi là một loài bọ cánh cứng trong họ Cerambycidae.